# Kościół Wniebowzięcia Najświętszej Maryi Panny w Książnicach Wielkich
Kościół pw. Wniebowzięcia Najświętszej Maryi Panny w Książnicach Wielkich – polski rzymskokatolicki kościół parafialny znajdujący się w miejscowości Książnice Wielkie (gmina Koszyce, powiat proszowicki, województwo małopolskie).
W świątyni znajduje się ołtarz, który jest miniaturą ołtarza z kościoła Mariackiego w Krakowie. Wykonany został w 1491 i powstał prawdopodobnie w pracowni Wita Stwosza.

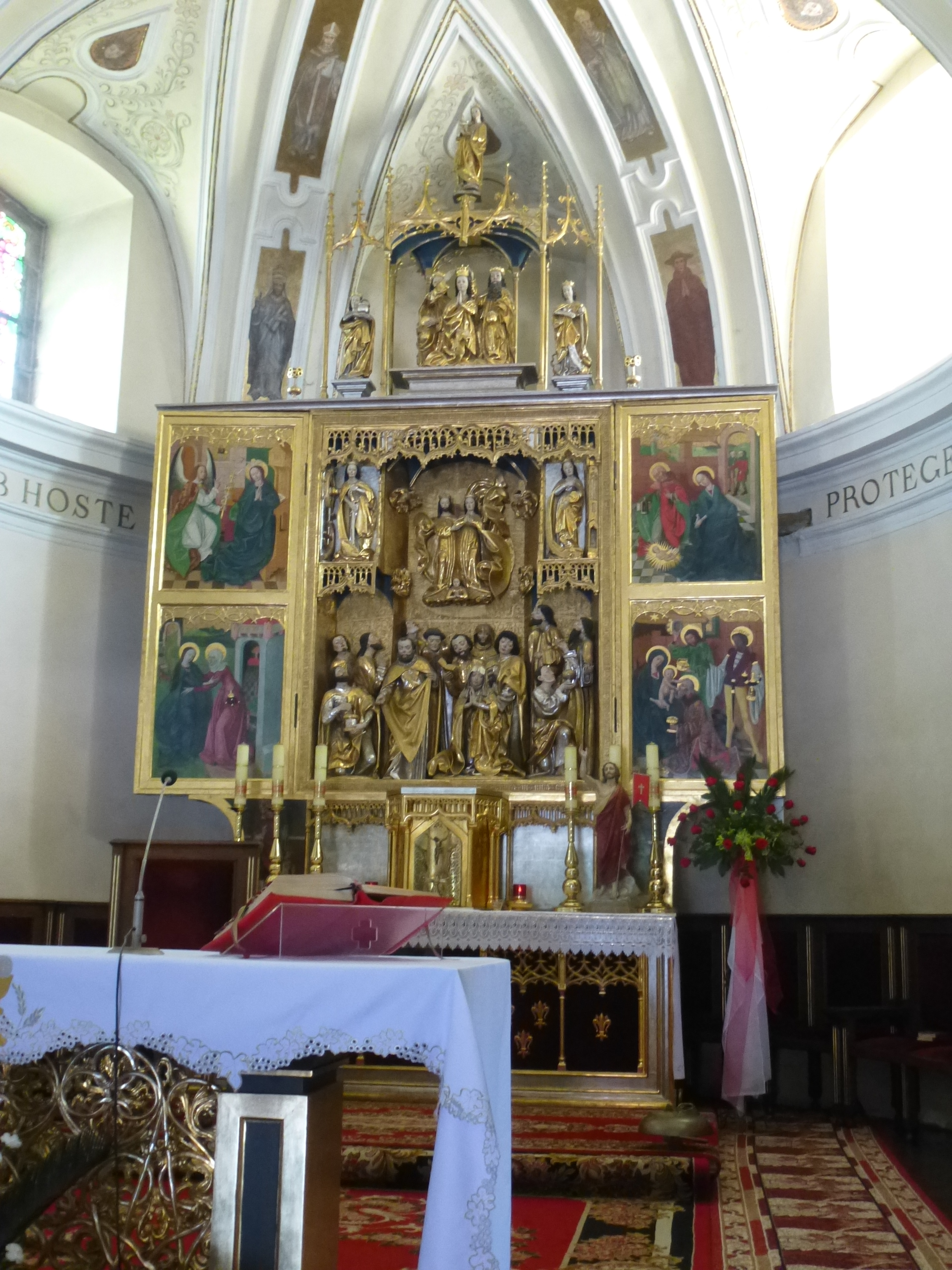
Ołtarz główny
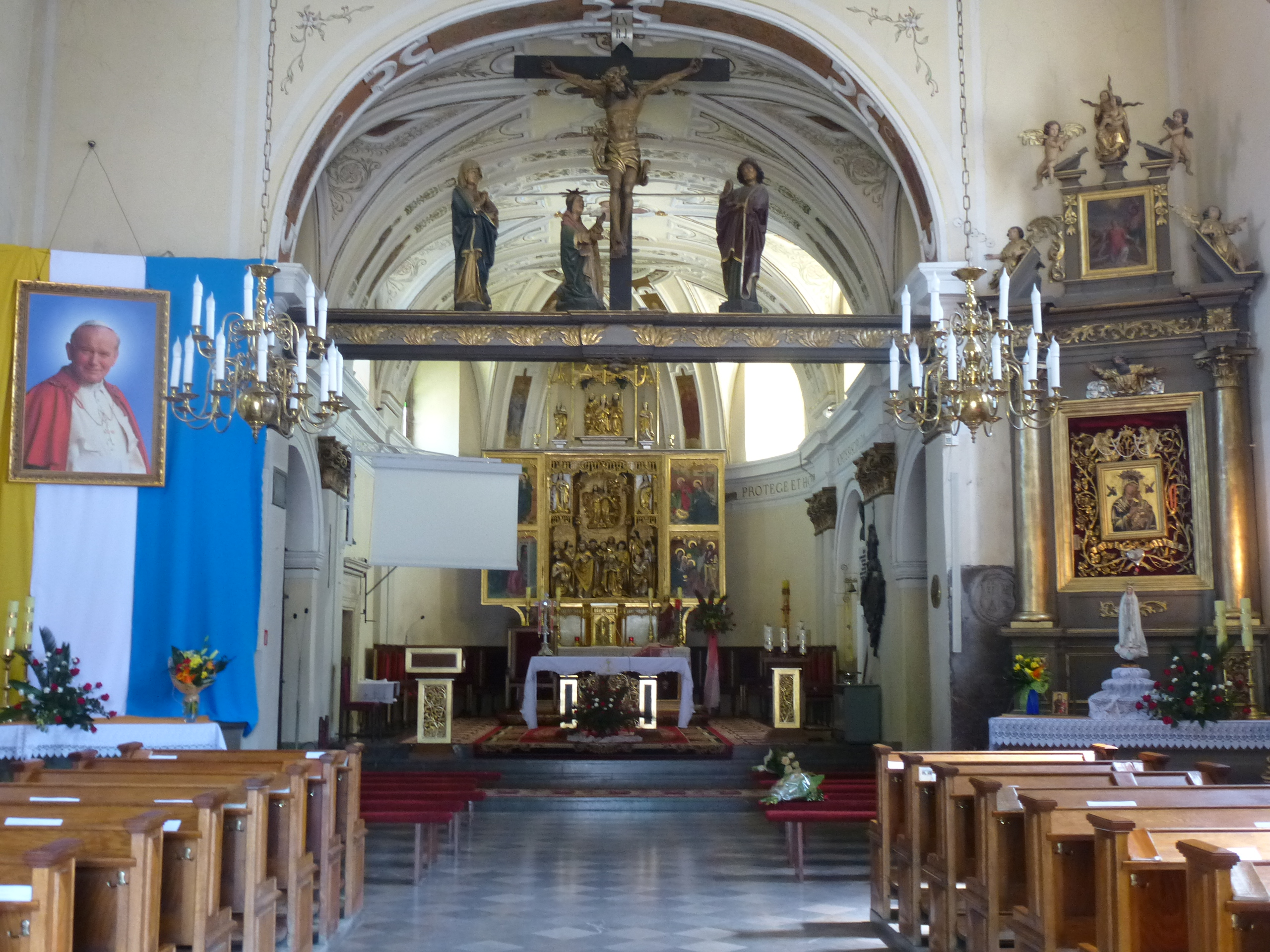
Nawa główna

## Parafia
Parafia Wniebowzięcia NMP w Książnicach Wielkich należy do dekanatu kazimierskiego, diecezji kieleckiej, metropolii krakowskiej.